# Lucy Walter
Lucy Walter of Lucy Barlow (Roch Castle, ca. 1630 - Parijs, 1658) was een maîtresse van de Engelse koning Karel II van Engeland en was de moeder van James Scott.

## Biografie
Lucy Walter werd geboren als de dochter van William Walter en Elizabeth Plotheroe en ze groeide samen met haar broers in Roch Castle op. In 1638 verhuisde het gezin naar Londen en onderhield het contact met het koninklijk hof. Twee jaar later vertrok William Walter weer naar Wales waardoor zijn gezin financiële moeilijkheden kreeg. Volgens de verhalen werd Lucy Walter in 1644 de maîtresse van Algernon Sidney, een kolonel in het leger van Oliver Cromwell. Hij zou haar voor zestig Pond hebben gekocht. Kort daarna vertrok ze naar de Republiek der Zeven Verenigde Nederlanden waar ze in mei 1648 prins Karel leerde kennen en ze zou binnen een week zijn minnares zijn geworden. In april 1649 beviel ze van haar zoon James Scott.
In 1649 verbleef Lucy samen met Charles enige tijd in Parijs en tijdens de afwezigheid van Karel door diens buitenlandse expedities kreeg Lucy Walter ook verhoudingen met andere mannen. Onder andere met de Ierse edelman Taaffe. Hij is waarschijnlijk de vader van het tweede kind van Lucy Walter, Mary, van wie ze in Parijs beviel. In 1651 werd haar verhouding met de verbannen Engelse prins Karel door hem beëindigd, maar Walter weigerde dit te accepteren en ze claimde zelfs dat ze met hem getrouwd was.
In 1656 keerde ze voor enige tijd terug naar Londen, maar door haar onconventionele gedrag werd ze door Oliver Cromwells agenten gearresteerd omdat ze er van verdacht werd een spion te zijn. In juli werd Walter weer vrijgelaten. Inmiddels was ze ook niet meer welkom in Den Haag en daarom reisde ze af naar de Zuidelijke Nederlanden waar ze opnieuw voor schandalen wist te zorgen. In 1658 gaf ze de strijd om haar zoon op zodat hij wel erkend door zijn vader zou worden en de achtjarige James werd dan ook bij haar weggehaald. In datzelfde jaar overleed Lucy Walter in armoede in Parijs. Tot aan haar dood bleef ze beweren dat ze getrouwd was met Karel, maar deze bleef ontkennen.